# گاوا
گاوا (به لاتین: Gaua) یک جزیره در وانواتو است که در Torba واقع شده‌است. گاوا ۲٬۴۹۱ نفر جمعیت دارد و ۷۶۷ متر بالاتر از سطح دریا واقع شده‌است.